# Ruagea
Ruagea  es un género botánico de planta con flor en la familia de las Meliaceae. Es originario de Madagascar.

## Taxonomía
El género fue descrito por Gustav Karl Wilhelm Hermann Karsten y publicado en Blumea 22(3): 473. 1975.

## Especies aceptadas
A continuación se brinda un listado de las especies del género Ruagea aceptadas hasta junio de 2014, ordenadas alfabéticamente. Para cada una se indica el nombre binomial seguido del autor, abreviado según las convenciones y usos.
- Ruagea glabra Triana & Planch.
- Ruagea hirsuta (C.DC.) Harms
- Ruagea insignis (C.DC.) T.D.Penn.
- Ruagea membranacea, W.Palacios
- Ruagea microphylla, W.Palacios
- Ruagea ovalis, (Rusby) Harms
- Ruagea pubescens G.K.W. H.Karst.
- Ruagea raimondii Harms
- Ruagea smithii (C. DC.) Harms
- Ruagea subviridiflora (C. DC. ex Harms) Harms
- Ruagea tomentosa Cuatrec.
- Ruagea trisperma Cuatrec.